# Tongerlo (bier)
Tongerlo is een Belgisch abdijbier.
Het bier wordt gebrouwen in Brouwerij Haacht, te Boortmeerbeek in overeenkomst met de Abdij van Tongerlo in Tongerlo. Dit bier draagt het label Erkend Belgisch Abdijbier sinds 1999.

## Historie
In de abdij van Tongerlo werd tot de Franse revolutie bier gebrouwen. Na de heroprichting van de abdij in 1840 werd er ook een kleine brouwerij ingericht. Het brouwen in de abdij kwam definitief tot een einde toen tijdens de Eerste Wereldoorlog de bezetter de koperen brouwketels in beslag nam.
In 1954 sloot Jean Van Milders van de gelijknamige brouwerij uit Geel een overeenkomst met de abdij, waardoor de brouwerij een bier onder de naam van de abdij ging produceren en commercialiseren.
De familie Van Milders stopte begin jaren zeventig met brouwen. De productie verhuisde naar de brouwerij La Marine in Neder-Over-Heembeek, op dat ogenblik een onderdeel van Wielemans-Ceuppens, en na de overname van die brouwerij door Brouwerij Artois, naar Brouwerij Grade in Mont-Saint-Guibert. Na het ontstaan van Interbrew en de definitieve overname van Brouwerij Lootvoet had de nieuwe brouwcombinatie eind jaren tachtig met Tongerlo en Leffe twee merken van abdijbier in zijn portefeuille. Er werd besloten om in te zetten op Leffe, omdat deze merknaam internationaal beter klinkt; het merk Tongerlo werd in 1990 verkocht aan Brouwerij Haacht. Aanvankelijk liet Haacht het bier, waarvan er toen nog slechts twee varianten waren, in opdracht brouwen bij Brouwerij Van Steenberge, nadien begon ze het zelf te brouwen. Vanaf 1995 werd de blonde variant geïntroduceerd; sindsdien is de productie van de andere varianten ook naar Boortmeerbeek verhuisd.

## Varianten
- Bruin, roodbruin bier met een alcoholpercentage van 6,5% en een densiteit van 16,4° Plato. Dit bier was voor de restyling in 2009 bekend als Dubbel Bruin, en voor de introductie van de blonde variant als Dubbel.
- Blond, koperkleurig bier met een alcoholpercentage van 6% en een densiteit van 15° Plato. Deze variant was voorheen bekend als Dubbel Blond.
- Prior, blond bier met een alcoholpercentage van 9% en een densiteit van 20° Plato. Dit bier werd in 2009 geïntroduceerd ter vervanging van de vroegere Tongerlo Tripel,[1] dat zoeter en met 8% alcohol iets minder sterk was.
- Winterbier, een amberkleurig bier met een alcoholpercentage van 7% en een densiteit van 17° Plato, enkel verkrijgbaar tijdens de wintermaanden. Voordien heette dit bier Christmas. In 2011 werd de naam gewijzigd.[2] Ook nadien werd het bier terug onder de naam Christmas op de markt gebracht. Het alcoholpercentage van Christmas werd meermaals gewijzigd. Etiketten geven variaties aan van 6,5%, 7% en 7,5%.

## Prijzen
- Prior Tongerlo, beste blonde abdij- en trappistenbier van Europa, World Beer Awards 2011[3]
- Prior Tongerlo, drie sterren op de Superior Taste Award 2010, 2011 & 2012, wat resulteerde in een Crystal Taste Award.[4][5]
- Australian International Beer Awards 2012 - Bronzen medaille voor Tongerlo Blond in de categorie Belgian & French Style Ale - Abbey Blonde
- Prior Tongerlo, gouden medaille op de Brussels Beer Challenge 2013 in de categorie Pale & Amber Ale/Belgian Style Tripel
- Tongerlo Bruin en Tongerlo Blond behaalden allebei zilver op de Asia Beer Awards 2013, respectievelijk in de categorieën Brown Ale en Belgian Blond Ale
- Tongerlo Blond behaalde goud op de World Beer Awards 2014 in de categorie Pale Beer en werd ook uitgeroepen tot World's Best Beer.[6]

## Externe links

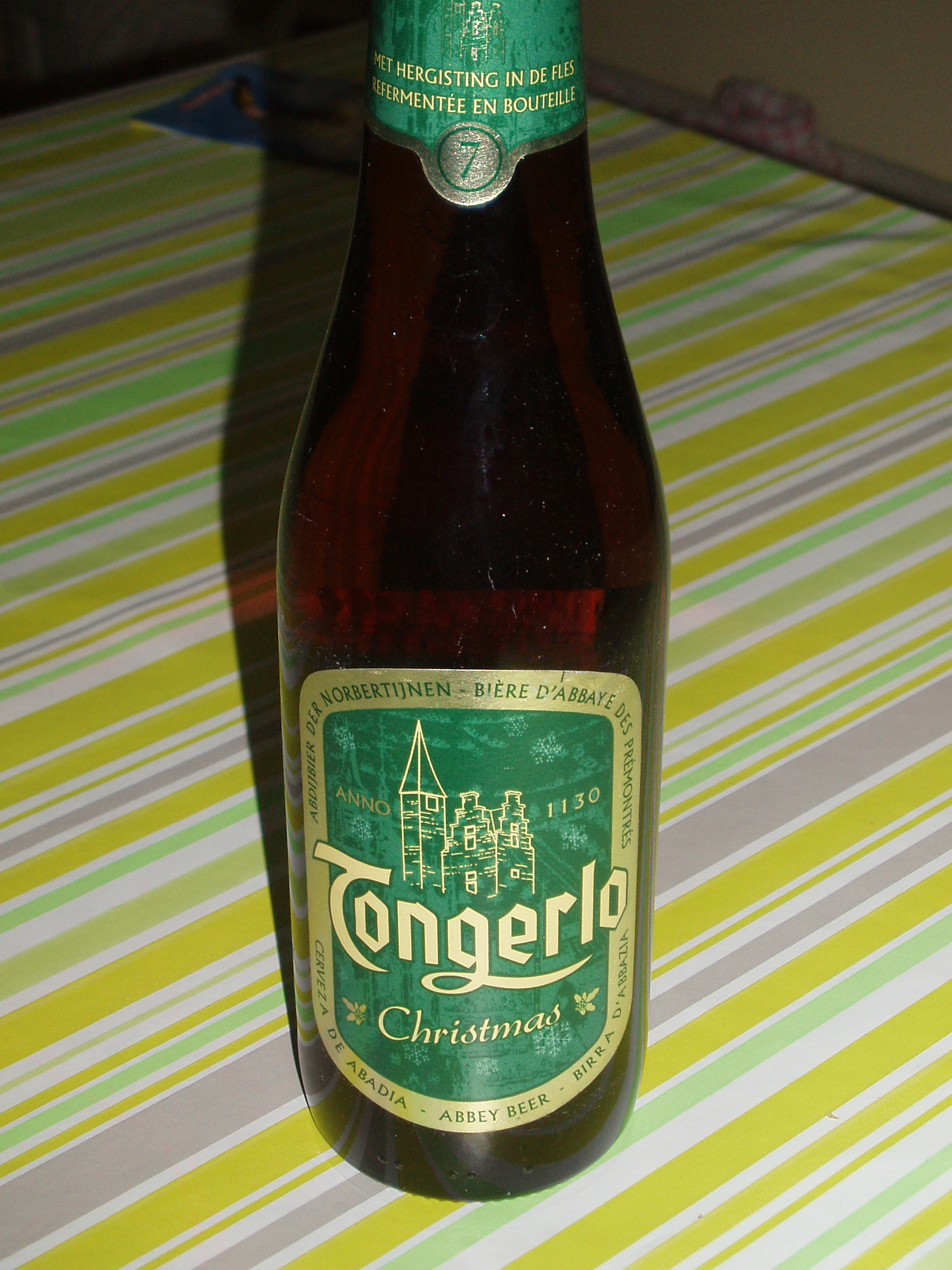
Tongerlo Christmas